# Futbol'ny Klub BATĖ 2020
Questa voce raccoglie le informazioni riguardanti il BATĖ Borisov nelle competizioni ufficiali della stagione 2020.

## Maglie e sponsor
Per la stagione 2020, il fornitore tecnico è Adidas, mentre gli sponsor ufficiali sono Belarus e Pari Match.
| 1ª divisa | 2ª divisa |

## Rosa
| N. |                                 | Ruolo | Calciatore            |
| -- | ------------------------------- | ----- | --------------------- |
| 3  | Bosnia ed Erzegovina (bandiera) | D     | Bojan Nastić          |
| 4  | Serbia (bandiera)               | D     | Aleksandar Filipović  |
| 5  | Bielorussia (bandiera)          | C     | Jaŭhen Jablonski      |
| 7  | Bielorussia (bandiera)          | C     | Jaŭhen Bjarozkin      |
| 8  | Bielorussia (bandiera)          | C     | Stanislaŭ Drahun      |
| 9  | Serbia (bandiera)               | A     | Bojan Dubajić         |
| 11 | Bielorussia (bandiera)          | A     | Anton Saroka          |
| 14 | Montenegro (bandiera)           | D     | Boris Kopitović       |
| 15 | Bielorussia (bandiera)          | A     | Maksim Skavyš         |
| 16 | Bielorussia (bandiera)          | P     | Andrėj Kudravec       |
| 18 | Islanda (bandiera)              | C     | Willum Þór Willumsson |
| 19 | Bielorussia (bandiera)          | C     | Dzmitryj Bjassmertny  |

| N. |                        | Ruolo | Calciatore           |
| -- | ---------------------- | ----- | -------------------- |
| 21 | Bielorussia (bandiera) | D     | Jahor Filipenka      |
| 22 | Bielorussia (bandiera) | C     | Ihar Stasevič        |
| 23 | Bielorussia (bandiera) | D     | Zachar Volkaŭ        |
| 25 | Bielorussia (bandiera) | C     | Dzmitryj Baha        |
| 26 | Serbia (bandiera)      | A     | Nemanja Milić        |
| 32 | Croazia (bandiera)     | D     | Jakov Filipović      |
| 33 | Bielorussia (bandiera) | C     | Pavel Njachajčyk     |
| 35 | Bielorussia (bandiera) | P     | Anton Čyčkan         |
| 48 | Bielorussia (bandiera) | P     | Dzjanis Ščarbicki    |
| 88 | Bielorussia (bandiera) | C     | Aljaksandr Valadz'ko |
| 94 | Francia (bandiera)     | C     | Hervaine Moukam      |

## Calciomercato

### Sessione invernale
| Acquisti | Acquisti             | Acquisti          | Acquisti   |
| R.       | Nome                 | da                | Modalità   |
| -------- | -------------------- | ----------------- | ---------- |
| D        | Jakov Filipović      | Lokeren           | svincolato |
| D        | Bojan Nastić         | Genk              | definitivo |
| C        | Pavel Njachajčyk     | Dinamo Brėst      | svincolato |
| C        | Aljaksandr Valadz'ko | Šachcër Salihorsk | svincolato |
| A        | Nuradin Idris        |                   | svincolato |

| Cessioni | Cessioni           | Cessioni     | Cessioni   |
| R.       | Nome               | a            | Modalità   |
| -------- | ------------------ | ------------ | ---------- |
| P        | Sjarhej Černik     | Ertis        | svincolato |
| P        | Aljaksandr Svirski | Belšyna      | prestito   |
| D        | Aljaksej Ryas      | Dinamo Minsk | svincolato |
| C        | Slobodan Simović   | Kisvárda     | svincolato |
| A        | Jasse Tuominen     | Häcken       | definitivo |

### Sessione estiva
| Acquisti | Acquisti           | Acquisti | Acquisti      |
| R.       | Nome               | da       | Modalità      |
| -------- | ------------------ | -------- | ------------- |
| P        | Aljaksandr Svirski | Belšyna  | fine prestito |

| Cessioni | Cessioni           | Cessioni           | Cessioni   |
| R.       | Nome               | a                  | Modalità   |
| -------- | ------------------ | ------------------ | ---------- |
| P        | Aljaksandr Svirski | Spadarožnik Rėčica | prestito   |
| C        | Jaŭhen Bjarozkin   | Liepāja            | definitivo |

## Risultati

### Vyšėjšaja Liha

#### Girone d'andata
| Arbitro: | Dolja (Hrodna) |

|                                |           |            |
| Yaxshiboyev 26’, 34’ Bakić 88’ | Marcatori | 66’ Skavyš |

| Arbitro: | Stecurin (Brėst) |

|                   |           |                |
| Melnikov 32’, 48’ | Marcatori | 10’ Willumsson |

| Arbitro: | Scherbakov (Minsk) |

|           |           |  |
| Drahun 7’ | Marcatori |  |

| Arbitro: | Kurgcheli (Homel') |

|  |           |                                      |
|  | Marcatori | 26’ Drahun 35’ Saroka 62’ Njachajčyk |

| Barysaŭ 18 aprile 2020, ore 20:00 UTC+3 5ª giornata | BATĖ Borisov     | 0 – 0 referto | Tarpeda-BelAZ | Barysaŭ-Arėna (652 spett.)\| Arbitro: \| Stecurin (Brėst) \| |
| Arbitro:                                            | Stecurin (Brėst) |               |               |                                                              |

| Arbitro: | Dolja (Hrodna) |

|  |           |                         |
|  | Marcatori | 73’ Drahun 90+3’ Saroka |

| Arbitro: | Scherbakov (Minsk) |

|                                                |           |              |
| Dubajić 10’ Stasevič 17’ (rig.) Njachajčyk 70’ | Marcatori | 31’ Kadimyan |

| Arbitro: | Vasilevič (Mazyr) |

|                                     |           |                                                   |
| Barsukoŭ 1’ Ščahrykovič 55’ Poé 63’ | Marcatori | 13’ Skavyš 15’ Stasevič 36’ Baha 80’, 90+3’ Milić |

| Arbitro: | Stecurin (Brėst) |

|                                      |           |  |
| Milić 4’ Stasevič 24’ Njachajčyk 70’ | Marcatori |  |

| Arbitro: | Kul'bakoŭ (Homel') |

|              |           |                                     |
| Mileŭski 40’ | Marcatori | 31’ Drahun 73’ Njachajčyk 80’ Milić |

| Arbitro: | Scherbakov (Minsk) |

|                  |           |  |
| Milić 39’ (rig.) | Marcatori |  |

| Arbitro: | Kurgcheli (Homel') |

|                            |           |                           |
| Volkaŭ 79’ Ksenafontaŭ 90’ | Marcatori | 14’ Njachajčyk 58’ Drahun |

| Arbitro: | Sevastjanik (Hrodna) |

|                           |           |                            |
| Njachajčyk 61’ Skavyš 78’ | Marcatori | 8’ Ivanović 81’ Padstrėlaŭ |

| Arbitro: | Stecurin (Brėst) |

|  |           |                             |
|  | Marcatori | 27’ Stasevič 83’ Njachajčyk |

| Arbitro: | Vasilevič (Mazyr) |

|  |           |                        |
|  | Marcatori | 64’ Šykaŭka 66’ Kazloŭ |

#### Girone di ritorno
| Arbitro: | Kurgcheli (Homel') |

|  |           |            |
|  | Marcatori | 23’ Umarov |

| Arbitro: | Stecurin (Brėst) |

|                        |           |                    |
| Baranovskij 74’ (aut.) | Marcatori | 76’ (rig.) Čuchlej |

| Arbitro: | Kurghcheli (Homel') |

|  |           |                                     |
|  | Marcatori | 6’ Nastić 20’ Njachajčyk 44’ Skavyš |

| Arbitro: | Krasnikov (Hrodna) |

|                                                                 |           |  |
| Skavyš 5’, 61’ Stasevič 45’ Baha 59’ Drahun 77’ Jablonski 90+2’ | Marcatori |  |

| Arbitro: | Stecurin (Brėst) |

|                                            |           |                        |
| Chačaturan 45’ G. Ramos 59’ Ancileŭski 60’ | Marcatori | 8’ Skavyš 36’ Stasevič |

| Arbitro: | Lašuk (Maladzečna) |

|           |           |  |
| Skavyš 1’ | Marcatori |  |

| Arbitro: | Scherbakov (Minsk) |

|  |           |                           |
|  | Marcatori | 42’ Skavyš 54’ Njachajčyk |

| Arbitro: | Lašuk (Maladzečna) |

|                                                   |           |                           |
| Willumsson 39’, 60’ Skavyš 42’, 80’ Filipović 76’ | Marcatori | 51’ Džyhera 85’ Chankevič |

| Arbitro: | Sevastjanik (Hrodna) |

|              |           |                               |
| Sjamënaŭ 24’ | Marcatori | 39’, 73’ Skavyš 43’ Filipenka |

| Arbitro: | Kurgcheli (Homel') |

|                          |           |                                             |
| Njachajčyk 70’ Milić 79’ | Marcatori | 5’ Sjadz'ko 49’ Savicki 90+1’, 90+4’ Kryvec |

| Arbitro: | Čistov (Minsk) |

|                           |           |                 |
| Makas' 19’ Kuz'mjanok 69’ | Marcatori | 20’, 51’ Skavyš |

| Arbitro: | Stecurin (Brėst) |

|                           |           |            |
| Skavyš 43’, 63’ Milić 83’ | Marcatori | 68’ Chalov |

| Arbitro: | Stecurin (Brėst) |

|                    |           |                |
| Behunoŭ 81’ (rig.) | Marcatori | 25’ Njachajčyk |

| Arbitro: | Dolja (Hrodna) |

|                                                              |           |  |
| Moukam 39’ Skavyš 56’ (rig.), 57’ Njachajčyk 73’ Milić 90+1’ | Marcatori |  |

| Minsk 28 novembre 2020, ore 14:00 UTC+3 30ª giornata | Dinamo Minsk     | 0 – 0 referto | BATĖ Borisov | Stadio Dinamo (0 spett.)\| Arbitro: \| Stecurin (Brėst) \| |
| Arbitro:                                             | Stecurin (Brėst) |               |              |                                                            |

### Coppa di Bielorussia 2019-2020
| Arbitro: | Cynkevič (Asipovičy) |

|                 |           |                           |
| Aljachnovič 35’ | Marcatori | 43’ Skavyš 63’ Njachajčyk |

| Arbitro: | Kurgcheli (Homel') |

|                                     |           |               |
| Baha 21’ Filipenka 45+1’ Skavyš 84’ | Marcatori | 10’, 43’ Ryas |

| Arbitro: | Sevastjanik (Hrodna) |

|            |           |  |
| Pantea 11’ | Marcatori |  |

| Arbitro: | Stecurin (Brėst) |

|                                |           |  |
| Volkaŭ 12’ Tymanjuk 45’ (aut.) | Marcatori |  |

| Arbitro: | Kurgcheli (Homel') |

|               |           |  |
| Volkaŭ 120+1’ | Marcatori |  |

### Coppa di Bielorussia 2020-2021
| Arbitro: | Dolja (Hrodna) |

|  |           |                                                                      |
|  | Marcatori | 11’ Moukam 49’ Bjassmertny 53’ Willumsson 67’ Kopitović 90+1’ Gaevoy |

| Arbitro: | Kul'bakoŭ (Homel') |

|                                     |           |                             |
| Milić 3’ Drahun 13’, 74’ Skavyš 79’ | Marcatori | 17’ (rig.) Lapceŭ 67’ Nojok |

### Europa League
| Arbitro: | Feșnic |

|                      |           |  |
| Sowe 44’ Carey 90+5’ | Marcatori |  |

## Statistiche

### Statistiche di squadra
| Competizione         | Punti | In casa | In casa | In casa | In casa | In casa | In casa | In trasferta | In trasferta | In trasferta | In trasferta | In trasferta | In trasferta | Totale | Totale | Totale | Totale | Totale | Totale | DR  |
| Competizione         | Punti | G       | V       | N       | P       | Gf      | Gs      | G            | V            | N            | P            | Gf           | Gs           | G      | V      | N      | P      | Gf     | Gs     | DR  |
| -------------------- | ----- | ------- | ------- | ------- | ------- | ------- | ------- | ------------ | ------------ | ------------ | ------------ | ------------ | ------------ | ------ | ------ | ------ | ------ | ------ | ------ | --- |
| Vyšėjšaja Liha       | 58    | 15      | 9       | 3       | 3       | 33      | 14      | 15           | 8            | 4            | 3            | 32           | 18           | 30     | 17     | 7      | 6      | 65     | 32     | +33 |
| Coppa di Bielorussia | -     | 3       | 3       | 0       | 0       | 9       | 4       | 4            | 3            | 0            | 1            | 8            | 2            | 7      | 6      | 0      | 1      | 17     | 6      | +11 |
| Europa League        | -     | 0       | 0       | 0       | 0       | 0       | 0       | 1            | 0            | 0            | 1            | 0            | 2            | 1      | 0      | 0      | 1      | 0      | 2      | -2  |
| Totale               | 58    | 18      | 12      | 3       | 3       | 42      | 18      | 20           | 11           | 4            | 5            | 40           | 22           | 38     | 23     | 7      | 8      | 82     | 40     | -42 |

### Andamento in campionato
| Giornata  | 1  | 2  | 3  | 4 | 5 | 6 | 7 | 8 | 9 | 10 | 11 | 12 | 13 | 14 | 15 | 16 | 17 | 18 | 19 | 20 | 21 | 22 | 23 | 24 | 25 | 26 | 27 | 28 | 29 | 30 |
| --------- | -- | -- | -- | - | - | - | - | - | - | -- | -- | -- | -- | -- | -- | -- | -- | -- | -- | -- | -- | -- | -- | -- | -- | -- | -- | -- | -- | -- |
| Luogo     | T  | T  | C  | T | C | T | C | T | C | T  | C  | T  | C  | T  | C  | C  | C  | T  | C  | T  | C  | T  | C  | T  | C  | T  | C  | T  | C  | T  |
| Risultato | P  | P  | V  | V | N | V | V | V | V | V  | V  | N  | N  | V  | P  | P  | N  | V  | V  | P  | V  | V  | V  | V  | P  | N  | V  | N  | V  | N  |
| Posizione | 14 | 14 | 13 | 7 | 8 | 4 | 3 | 1 | 1 | 1  | 1  | 1  | 1  | 1  | 1  | 2  | 2  | 2  | 2  | 2  | 2  | 2  | 2  | 1  | 1  | 1  | 1  | 1  | 1  | 2  |

Legenda:

Luogo: C = Casa; T = Trasferta. Risultato: V = Vittoria; N = Pareggio; P = Sconfitta.